# Alprenolol
Alprenolol, también comercializado como alfeprol, alpheprol y alprenololum, es el nombre de un medicamento beta bloqueante no selectivo, es decir, bloquea la acción de la epinefrina tanto en receptores adrenérgicos β1 y receptores adrenérgicos β2.

## Farmacología
El alprenolol se absorbe casi por completo a nivel del tracto gastrointestinal con una alta biodisponibilidad, propiedades que hace que haya mínimas variaciones farmacodinámicas entre un individuo y otro. El alprenolol se metaboliza a su compuesto activo el 4-hidroxialprenolol. El principal efecto adverso reportado con el uso del alprenolol es insomnio, pesadillas y broncoespasmo.

## Indicaciones
La principal indicación del alprenolol es en el tratamiento de la hipertensión arterial y la angina de pecho. También ha sido también usado en pacientes con trastornos del ritmo cardíaco, fundamentalmente taquicardia supraventricular tipo fibrilación auricular. Adicionalmente reduce la lipólisis y por ende promueve la producción de ácidos grasos libres en pacientes hipertensos.